# Ивашково (Пронский район)
Ивашково — деревня в Пронском районе Рязанской области. Входит в Погореловское сельское поселение

## География
Находится в юго-западной части Рязанской области на расстоянии приблизительно 10 км на юго-восток по прямой от районного центра города Пронск.

## История
В 1859 году здесь (тогда деревня Скопинского уезда Рязанской губернии) было учтено 10 дворов, в 1897 — 23.

## Население
Численность населения: 88 человек (1859), 80 (1897), 31 (русские 100 %) в 2002 году, 12 в 2010.